# Jos van Merendonk
C.A.J.M. (Jos) van Merendonk (Tilburg, 1956) is een Nederlands kunstenaar. Hij woont en werkt sinds 1995 in Amsterdam.

## Biografie
Van Merendonk is geboren en getogen in Tilburg. Na het afronden van HAVO/VWO en een verkenning van de studies filosofie en Engels studeerde hij van 1978 tot 1982 vrije teken-, schilder- en grafische kunst aan de Academie van Beeldende Kunst te Rotterdam.
Van 1984 tot 1986 was Van Merendonk als docent verbonden aan de Academie voor Beeldende Kunsten te Arnhem, van 1988 tot 1991 aan de academie voor Beeldende Kunsten te Rotterdam en van 1998 tot 2000 aan Academie Minerva/Frank Mohr Institute - afdeling schilderkunst. In 1995/1996 was Van Merendonk lid van de visitatiecommissie beeldende kunst en vormgeving onder voorzitter prof. dr. W. H. Crouwel.
Van Merendonk behoort tot de generatie kunstenaars die in de jaren ‘80 kiezen voor de abstracte schilderkunst en zich daarmee afzetten tegen de dominantie van de fotografie, video, installatie en conceptuele kunst. Van Merendonk noemt tijdgenoten Bernard Frize, Helmut Federle, Jonathan Lasker, Klaus Merkel, Jaap van den Ende en Christopher Wool als zijn ‘kunst-familie’.

## Werk
Sinds het begin van de jaren ’80 vormt één motief, een tekening van een lus (Z), een slinger en een ovaal de basis voor al de werken van Van Merendonk. Altijd op een vierkant doek, binnen een schaal van 40 x 40 cm tot maximaal 2 x 2 m, altijd in de kleur groen. Het doel van Van Merendonk is om steeds beelden te maken met ‘een andere uitdrukking, een ander gezicht en een andere leegte’. Het is een eindeloze herhaling, met iedere keer een ander resultaat.

## Techniek
Op een wit geprepareerd linnen op spieraam tekent Van Merendonk het motief. Daarop gebaseerd volgt een geometrisch grit. Met lijnen en vormen, in de meest uiteenlopende schildertechnieken - van fijne schilderkwast tot verfpistool en krassen - werkt hij in en over deze basistekening. Aanvankelijk gebruikte Van Merendonk meerdere kleuren, maar sinds 1989 werkt hij uitsluitend met het pigment chroomoxide groen, een industrieel, dekkend groen. De schilderijen die niet slagen, worden bewaard en later verknipt en hergebruikt voor het maken van nieuw werk in de vorm van assemblages.

## Werk in openbare collecties
- Kienzle Art Foundation, Berlijn
- Kunstmuseum Den Haag
- Museum Boijmans Van Beuningen, Rotterdam
- Sammlung Mondstudio, Bad Homburg
- Stedelijk Museum Amsterdam
- Stedelijk Museum de Lakenhal, Leiden
- Museum Prinsenhof Delft
- Stedelijk Museum Schiedam

## Werk in bedrijfscollecties
- Fortis Stichting Kunst en Historisch Bezit, Utrecht
- Akzo Nobel Art Foundation, Arnhem[3]
- ABN AMRO Kunstcollectie, Amsterdam[4]
- Kunstcollectie De Nederlandsche Bank, Amsterdam[5]
- Aegon Art Collection, Den Haag
- Kunstcollectie Hogeschool Rotterdam

## Tentoonstellingen en prijzen
- Van Merendonk won in 1983 de Koninklijke Prijs voor de Schilderkunst.

Tentoonstellingen
- 2016 - TO THE END OF THE WORLD OR TO THE EDGE OF THE PAPER, Parts Project, Den Haag[6]
- 2014 - PURE MATTER, Kienzle Art Foundation, Berlijn[7]
- 2008 - THERE IS DESIRE LEFT (KNOCK, KNOCK), Kunstmuseum Bern, Museum Wiesbaden[8]
- 2007 - CONTOUR, Museum Het Prinsenhof, Delft
- 2002 - LIFE IN A GLASS HOUSE, Stedelijk Museum, Amsterdam[9]
- 1997 - L’HOMME SUCRE, Stedelijk Museum Schiedam
- 1996 - UNFOLD, Museum Boijmans van Beuningen, Rotterdam
- 1994 - COUPLET III, Stedelijk Museum Amsterdam
- 1993 - HUTTENLOCHER, LASKER, VAN MERENDONK, Witte de With, Rotterdam
- 1991 - OP WARE GROOTTE: TEKENINGEN, Stedelijk Museum Amsterdam
- 1988 - KONINKLIJKE SUBSIDIE 1980 – 1987, Koninklijk Paleis op de Dam, Amsterdam
- 1983 - Museum Waterland, Purmerend

## Vertegenwoordiging
Galerie Hidde van Seggelen, Hamburg